# Rasbora lateristriata
Cá lòng tong vàng (Danh pháp khoa học: Rasbora lateristriata) là một loài cá lòng tong trong chi cá Rasbora thuộc bộ cá chép bản địa của vùng Đông Nam Á, chúng phân bố ở Indonesia (Sumatra đến Sumbawa), ở Việt Nam chúng có ở vùng sông Phú Quốc, Malum, Tawi-Tawi và Philippines. Môi trường sống của chúng là ở vùng nước ngọt.

## Đặc điểm
Đầu hình nón, nhọn, nhỏ. Miệng trên, co duỗi được. Thân dài, dẹp bên. Vi đuôi chia làm hai thùy bằng nhau, rãnh chẻ tương đương một nữa chiều dài của vi. Phân nửa trên của thân và đầu cá màu nâu và nhạt dần xuống bụng, bụng có màu trắng. Dọc theo trực giữa thân có 1 sọc đen kéo dài từ sau nắp mang điến điểm gốc vi đuôi. Vi lưng màu xám nhạt. Vi ngực, vi bụng, vi hậu môn, vi đuôi màu vàng, rìa vi đuôi có màu đen.